# 青木一 (俳優)
青木 一（あおき はじめ、1974年4月8日 - ）は、日本の元俳優。沼津のイベンター。　

## 来歴・人物
静岡県沼津市出身。約20年俳優として活動後、引退。現在は出身地沼津市で活躍中。かつて融合事務所、有限会社バイ・ザ・ウェイに所属していた。
身長は177cm。趣味は音楽鑑賞、読書、リラクゼーション、釣り、特技はギター、野球、水泳。コミュニケーション能力が高く、話術に長け周りからの信頼は厚い。俳優時代は積極的にアドリブで演じた。

## 出演

### テレビドラマ

#### 日本テレビ系列
- 共犯者（2003年10月 - 12月）
- 左目探偵EYE

#### TBS系列
- 月曜ミステリー劇場 ムコ入り刑事 高山家・明の事件ファイル2

#### フジテレビ系列
- 僕の生きる道
- 危険なアネキ
- 電車男
- 海猿
- 積木くずし真相 〜あの家族、その後の悲劇〜
- エンジン
- 救命病棟24時
- あなたの隣に誰かいる
- ビギナー
- 不信のとき
- ライアーゲーム - キノシタケイゴ 役
- スカルマン〜闇の序章〜
- ガリレオ
- ユンゲル
- コード・ブルー -ドクターヘリ緊急救命- 1st season 第5話
- セレブと貧乏太郎
- 医龍
- BOSS 2ndシーズン - 鬼塚 役
- 幸せになろうよ 第10話
- 蜜の味〜A Taste Of Honey〜
- 早海さんと呼ばれる日 第4話
- ラッキーセブン 第10話
- 最高の離婚

#### テレビ朝日系列
- 愛と死をみつめて
- 松本清張生誕100年特別企画・疑惑
- Dr.伊良部一郎
- ハガネの女
- ジウ 警視庁特殊犯捜査係

#### テレビ東京系列
- 秘書のカガミ

### 映画
- ekiden 駅伝
- バースデー・ウェディング
- 容疑者Xの献身

### CM
- JRA中央競馬会
- クリスタル
- 森永製菓　ICE BOX - 太田選手の配属先 編
- イデキョウホーム

### 舞台
- 激動
- 笑えないピエロ（2006年）